# 22254 Vladbarmin
22254 Vladbarmin là một tiểu hành tinh vành đai chính với chu kỳ quỹ đạo là 1308.2234856 ngày (3.58 năm).
Nó được phát hiện ngày 3 tháng 10 năm 1978 và đặt tên theo Vladimir Barmin.